# الهيمنة أم البقاء
الهيمنة أو البقاء: بحث أمريكا عن الهيمنة العالمية هي دراسة للإمبراطورية الأمريكية كتبها اللغوي والناشط السياسي الأمريكي نعوم تشومسكي، الأستاذ في معهد ماساتشوستس للتكنولوجيا. تم نشره لأول مرة في الولايات المتحدة في نوفمبر 2003 بواسطة كتب متروبوليتان ثم في المملكة المتحدة بواسطة دار بنجوين للنشر.
حجة تشومسكي الرئيسية في الهيمنة أو البقاء هي أن النخبة الاجتماعية والاقتصادية التي تسيطر على الولايات المتحدة قد اتبعت «إستراتيجية إمبراطورية كبرى» منذ نهاية الحرب العالمية الثانية للحفاظ على الهيمنة العالمية من خلال الوسائل العسكرية والسياسية والاقتصادية. وهو يجادل بأنهم من خلال القيام بذلك أظهروا بشكل متكرر تجاهلًا تامًا للديمقراطية وحقوق الإنسان، في تناقض صارخ مع دعم حكومة الولايات المتحدة المعلن لهاتين القيمتين. كما يجادل بأن هذا السعي المستمر للهيمنة العالمية يهدد وجود البشرية نفسها بسبب الانتشار المتزايد لأسلحة الدمار الشامل.
من خلال رسم أمثلة تاريخية من عام 1945 حتى عام 2003، ينظر تشومسكي إلى دعم حكومة الولايات المتحدة للأنظمة المسؤولة عن الانتهاكات الجماعية لحقوق الإنسان - بما في ذلك التطهير العرقي والإبادة الجماعية - وهي السلفادور وكولومبيا وتركيا وإسرائيل ومصر وجنوب إفريقيا وإندونيسيا. كما يناقش دعم الولايات المتحدة للجماعات المنشقة المسلحة التي تعتبر على نطاق واسع «إرهابية»، لا سيما في نيكاراغوا وكوبا، فضلاً عن التدخلات العسكرية المباشرة، مثل حرب فيتنام، وقصف الناتو ليوغوسلافيا، والحرب الأفغانية وحرب العراق، لتعزيز قوتها و فهم الموارد. وهو يسلط الضوء على أن السياسة الخارجية للولايات المتحدة - سواء كانت خاضعة لسيطرة الإدارات الجمهورية أو الديمقراطية - تتبع نفس الأجندة المتمثلة في الوصول إلى الموارد المربحة والحفاظ على الهيمنة الأمريكية على العالم.
كانت المراجعات الصحفية السائدة في الولايات المتحدة متباينة وكانت سلبية إلى حد كبير في المملكة المتحدة، على الرغم من أن المراجعة في آسيا كانت أكثر إيجابية. في خطاب ألقاه أمام الجمعية العامة للأمم المتحدة في سبتمبر 2006، أثنى الرئيس الفنزويلي هوغو تشافيز علانية على العمل. ارتفعت مبيعات الكتاب بعد التوصية، وارتفع ترتيبه على Amazon.com إلى المرتبة الأولى في الغلاف الورقي والمرتبة السادسة في الغلاف المقوى في غضون أيام قليلة فقط.

## خلفية

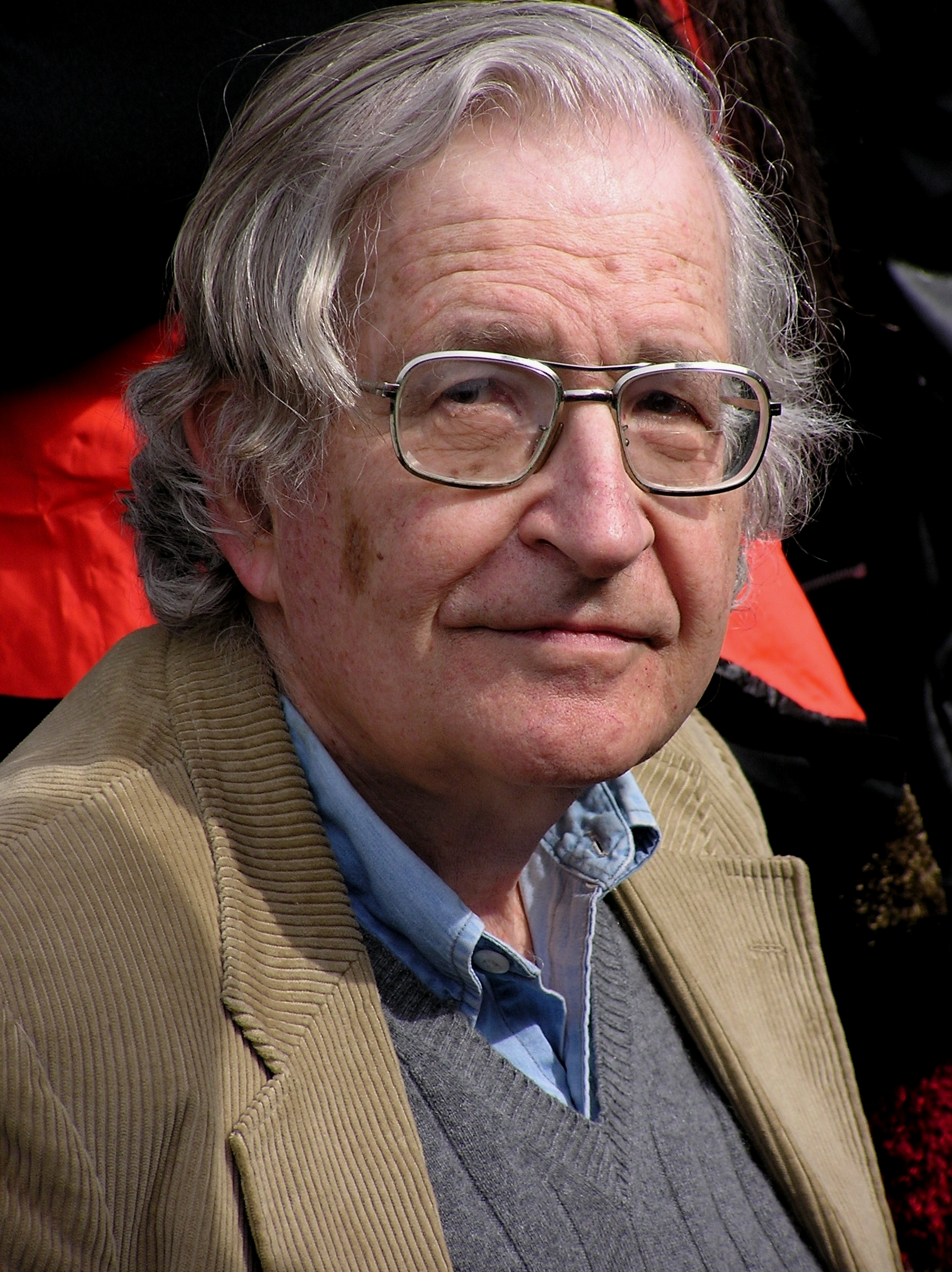
تشومسكي في عام 2004.

ولد نعوم تشومسكي (1928-) في فيلادلفيا، بنسلفانيا، لأبوين يهود من أوروبا الشرقية. أصبح تشومسكي مشاركًا أكاديميًا في مجال اللغويات، وحصل على درجة الدكتوراه وحصل على وظيفة تدريس في معهد ماساتشوستس للتكنولوجيا. في مجال علم اللغة، يُنسب إليه الفضل باعتباره الخالق أو المنشئ المشارك لتسلسل تشومسكي الهرمي ونظرية القواعد العالمية، وحقق الاعتراف الدولي بعمله.
من الناحية السياسية، كان تشومسكي يحمل وجهات نظر يسارية راديكالية منذ الطفولة، وعرف نفسه بالنقابية اللاسلطوية والاشتراكية التحررية. كان من أشد المنتقدين للسياسة الخارجية للولايات المتحدة، وقد أثار اهتمام الجمهور بهذه الآراء في عام 1967، عندما نشرت صحيفة نيويورك تايمز مقالته، «مسؤولية المثقفين»، وهو انتقاد لحرب فيتنام. تضمن نقده الإعلامي الموافقة على التصنيع: الاقتصاد السياسي لوسائل الإعلام (1988)، بالاشتراك مع إدوارد إس هيرمان، وهو تحليل يوضح نظرية نموذج الدعاية لفحص وسائل الإعلام.
ألف تشومسكي أكثر من 100 كتاب، وقد وصف بأنه شخصية ثقافية بارزة. وفقًا لمؤشر الاستشهاد بالفنون والعلوم الإنسانية في عام 1992، تم الاستشهاد بتشومسكي كمصدر أكثر من أي عالم آخر من 1980 إلى 1992، وكان ثامن أكثر المصادر استشهادًا بشكل عام.
نُشر الكتاب كأول كتاب في سلسلة الإمبراطورية الأمريكية، وتم تحريره لصالح متروبوليتان بوكس بواسطة ستيف فريزر وتوم إنغلهارد. تم تصميم المسلسل كوسيلة لأعمال معاداة للاستعمارية كانت تنتقد السياسة الخارجية للولايات المتحدة. أبلغ إنغلهارد أحد المحاورين أن المسلسل يعكس «دافعهم المضاد للتدخل» ويمثل محاولة لاستعادة «الكلمة» من اليمين السياسي في الولايات المتحدة. واتفقوا على النشر مع متروبوليتان لأنه شارك في إدارته إنغلهارد وسارة بيرشتيل. بالتزامن مع نشر الكتاب، أجاب تشومسكي على سلسلة من الأسئلة العامة على الموقع الإلكتروني لصحيفة واشنطن بوست.

## ملخص
يقدم الفصل الأول لتشومسكي، «الأولويات والآفاق»، مقدمة عن الهيمنة الأمريكية العالمية في بداية عام 2003. يبحث في دور الدعاية - التي تستخدمها الحكومة ووسائل الإعلام - في تشكيل الرأي العام في كل من الولايات المتحدة والمملكة المتحدة، بحجة أنها تسمح للنخبة الثرية بالازدهار على حساب الأغلبية. كدليل على الطريقة التي يصوغ بها الإعلام الرأي العام حول السياسة الخارجية، يناقش دور حكومة الولايات المتحدة في حماية مصالحها الاقتصادية في نيكاراغوا، أولاً من خلال دعم المجلس العسكري للجنرال سوموزا ثم من خلال دعم ميليشيات الكونترا، في كلتا الحالتين أدت إلى انتهاكات جماعية لحقوق الإنسان تم تجاهلها من قبل وسائل الإعلام الأمريكية الرئيسية.
الفصل الثاني، «الإستراتيجية الإمبراطورية الكبرى»، يبحث في اعتقاد حكومة الولايات المتحدة بضرورة المشاركة في «حرب وقائية» ضد الدول التي تهدد هيمنتها العالمية، على الرغم من عدم شرعية هذه الإجراءات بموجب القانون الدولي. يجادل تشومسكي بأن أهداف الحرب الوقائية الأمريكية يجب أن تكون ضعيفة، لكنها مهمة ويسهل تصويرها على أنها تهديد لسكان الولايات المتحدة. باستخدام غزو العراق عام 2003 كمثال، ناقش كيف صورت حكومة الولايات المتحدة ووسائل الإعلام الحكومة العراقية لصدام حسين على أنها تهديد للولايات المتحدة ودول الشرق الأوسط الأخرى، وهو أمر يقول تشومسكي إنه ليس كذلك.
يستكشف الفصل الثالث، «العصر الجديد للتنوير»، أمثلة أخرى على التدخل الأمريكي في الشؤون العالمية. منتقدًا ادعاء الحكومة الأمريكية القياسي بأن مثل هذا التدخل هو لأغراض إنسانية، يؤكد تشومسكي أنها محاولة لتعزيز قوة الرأسمالية الأمريكية، مع القليل من الاهتمام برفاهية الأشخاص المعنيين. باستخدام تدخل الناتو عام 1999 في كوسوفو كمثال، يجادل بأن القوات الغربية لم تتدخل لحماية ألبان كوسوفو من العدوان الصربي (كما زعموا)، ولكن لإهانة وإضعاف الرئيس الصربي سلوبودان ميلوسيفيتش، الذي ظل يقاوم المطالب الغربية لسنوات. ويؤكد أن النقد الغربي لانتهاكات حقوق الإنسان الأجنبية له دوافع سياسية، ويبرز أنه بينما كانت الولايات المتحدة تتدخل في كوسوفو، كانوا يدعمون في نفس الوقت حكومات تركيا وكولومبيا وإندونيسيا، وجميعهم متورطون في انتهاكات واسعة النطاق لحقوق الإنسان والتطهير العرقي.
في الفصل الرابع، «الأوقات الخطرة»، يركز تشومسكي بشكل أساسي على التدخل الأمريكي في جميع أنحاء أمريكا اللاتينية، والذي دافعت عنه الحكومة من خلال مبدأ مونرو. ويناقش الحملة الأمريكية لإسقاط حكومة فيدل كاسترو الاشتراكية في كوبا، مسلطًا الضوء على الحظر الاقتصادي للجزيرة ودعمها المالي للجماعات المتشددة التي تهاجم أهدافًا كوبية، بما في ذلك مرتكبو غزو خليج الخنازير وقصف رحلة كوبانا 455 . علاوة على ذلك، يناقش دور الحكومة الأمريكية في تدريب الفرق شبه العسكرية اليمينية في أمريكا اللاتينية، التي ارتكبت انتهاكات واسعة النطاق لحقوق الإنسان في جميع أنحاء المنطقة.

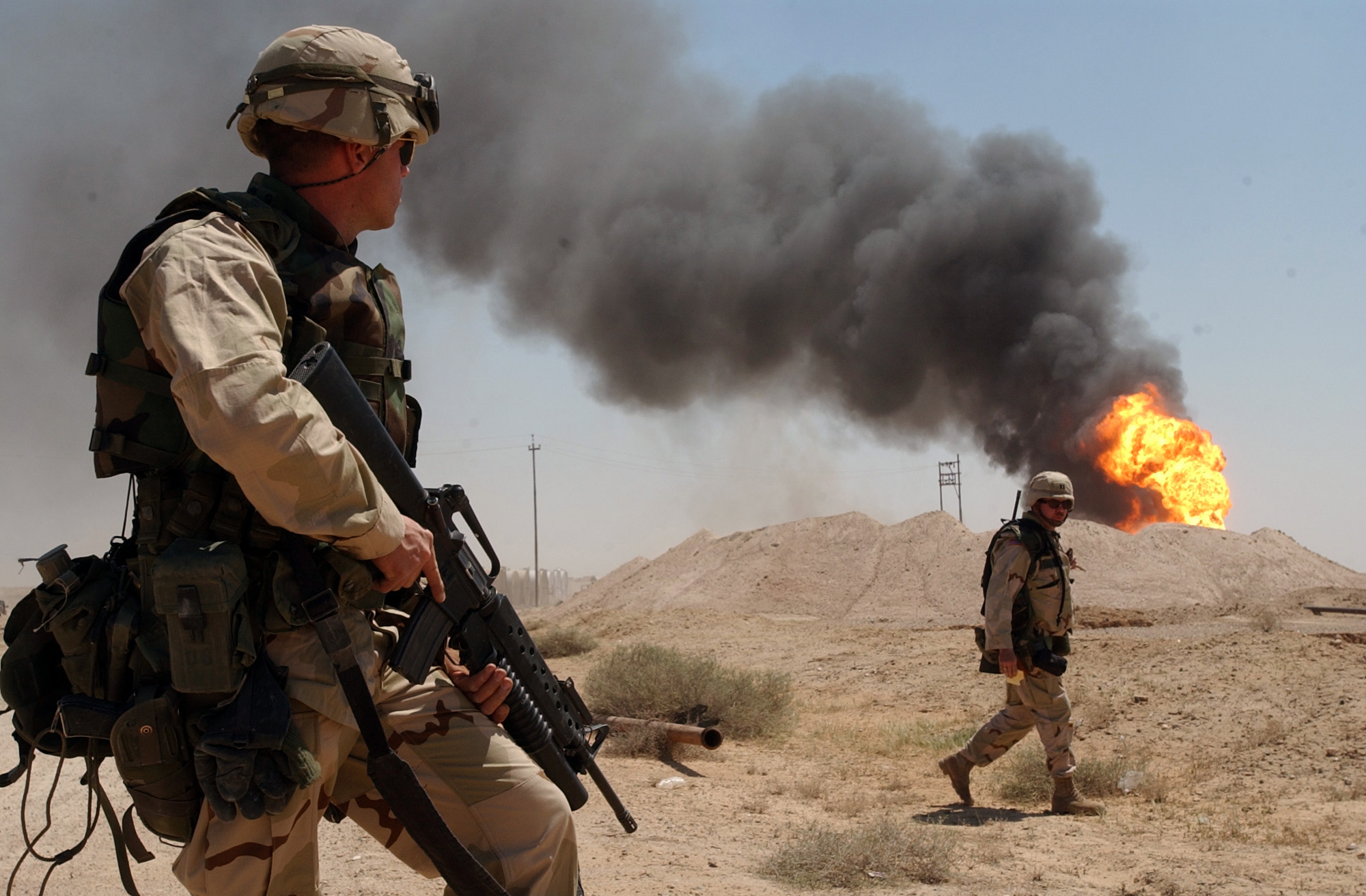
يعتبر تشومسكي الغزو الأمريكي البريطاني للعراق عام 2003 - انتهاكًا للقانون الدولي ورفضًا لآراء سكان العالم - كمحاولة لتأمين الموارد الطبيعية المربحة والهيمنة العالمية.

الفصل الخامس، «الارتباط بالعراق»، يلقي نظرة على خلفية حرب العراق عام 2003، بدءًا من تحليل أنشطة إدارة ريغان في الثمانينيات، التي ركزت جهودها العسكرية في أمريكا الوسطى والشرق الأوسط. يجادل تشومسكي بأن إدارة ريغان استخدمت الخوف والخطاب القومي لإلهاء الجمهور عن الوضع الاقتصادي السيئ الذي كانت تواجهه الولايات المتحدة، ووجدت أكباش فداء على شكل الحكومات اليسارية في ليبيا وغرينادا ونيكاراغوا، فضلاً عن تجارة المخدرات الدولية. يتفحص العلاقة الطويلة التي كانت تربط الولايات المتحدة بحكومة صدام حسين العراقية، مشيرًا إلى أنهم دعموا بشكل نشط صدام طوال الحرب الإيرانية العراقية، وحملة الأنفال والهجوم بالغاز السام في حلبجة، ولم ينقلبوا على حليفهم السابق إلا بعد غزوه للكويت في عام 1990. وانتقد فكرة أن إدارة بوش الثاني كانت قلقة حقًا بشأن التهديدات لأمن الولايات المتحدة، وانتقد محاولاتهم لتقويض الجهود الدولية لمنع عسكرة الفضاء، وإلغاء الحرب البيولوجية، ومكافحة التلوث العالمي، وكذلك حقيقة أنهم تجاهلوا جميع التحذيرات من أن غزو العراق سوف يتسبب في رد فعل معادٍ لأمريكا في جميع أنحاء العالم. استكشاف الموقف الرافض الذي اتخذته الولايات المتحدة تجاه الحكومات الأوروبية التي عارضت الحرب، وتحديداً فرنسا وألمانيا، ينتقد فكرة أن الولايات المتحدة تريد تنصيب حكومة ديمقراطية في العراق، بحجة أنهم يريدون تثبيت نظام دمية يكون مطيعًا لمصالح الشركات الأمريكية.
في الفصل السادس، «معضلات الهيمنة»، يستكشف تشومسكي العلاقة بين الولايات المتحدة وأوروبا الشرقية منذ انهيار الاتحاد السوفيتي ومع شرق آسيا منذ الحرب العالمية الثانية. يجادل تشومسكي بأن الولايات المتحدة تحالفت في السابق مع الإصلاحيين الرأسماليين الذين دافعوا عن الخصخصة والليبرالية الجديدة على حساب دولة الرفاهية، مما أدى إلى زيادة الفقر والانحدار الديموغرافي في جميع أنحاء المنطقة. في الأخير، استكشف الدور الذي لعبته الولايات المتحدة - من خلال أمثال معاهدة سان فرانسيسكو للسلام لعام 1951 - في دعم التنمية الرأسمالية، ولكن في محاولة لضمان هيمنتها الاقتصادية في نفس الوقت.
يُفتتح الفصل السابع، «مرجل العداوات»، بمناقشة دعم الولايات المتحدة لتزايد عسكرة إسرائيل وتطويرها غير القانوني للأسلحة النووية، وهو أمر يعتقد تشومسكي أنه يهدد السلام في الشرق الأوسط من خلال تشجيع دول مثل إيران والعراق على فعل الشيء نفسه. يستكشف الاستغلال الغربي الطويل الأمد للشرق الأوسط لموارده النفطية، أولاً من قبل الإمبراطورية البريطانية ثم بعد ذلك من قبل الولايات المتحدة بعد الحرب العالمية الثانية، ثم يلقي نظرة على دور الولايات المتحدة في الصراع الإسرائيلي الفلسطيني، ودعم إسرائيل باستمرار عسكريا وسياسيا، وتعميق انتهاكات حقوق الإنسان ضد الشعب الفلسطيني وتخريب عملية السلام بشكل متكرر.

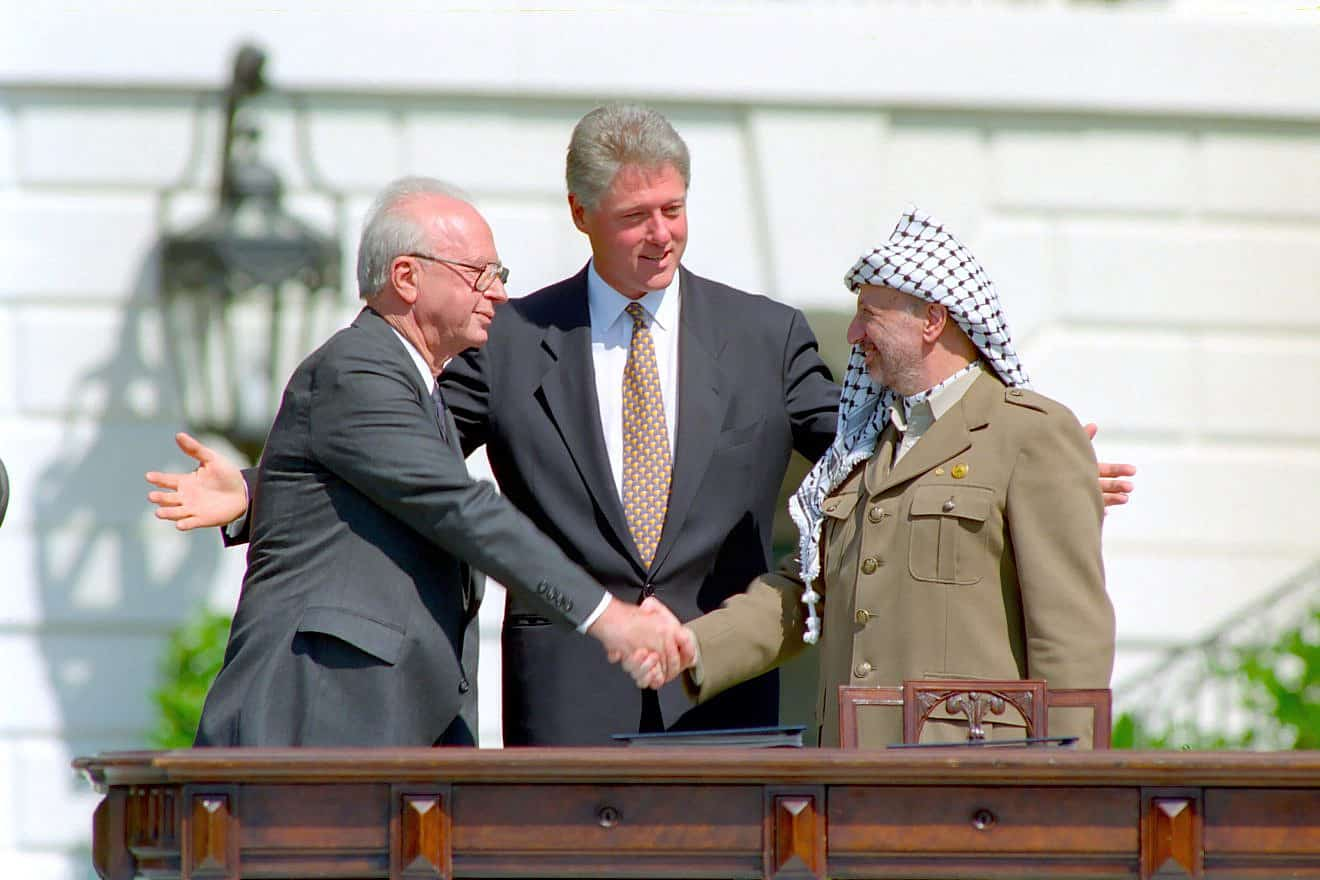
يجادل تشومسكي بأن محاولات الحكومة الأمريكية لحل النزاع الإسرائيلي الفلسطيني، مثل اتفاقيات أوسلو لعام 1994 (كما هو موضح هنا)، كانت خدعة، وتفضل باستمرار المصالح الإسرائيلية الأمريكية.

الفصل الثامن، «الإرهاب والعدالة: بعض الحقائق المفيدة»، يبحث في ما يسميه تشومسكي «بعض الحقائق البسيطة» فيما يتعلق بالمعايير المقبولة لنزاع ما ليتم الاعتراف به دوليًا على أنه «حرب عادلة». يجادل بأن هذه الحقائق البديهية يتم تجاهلها باستمرار عندما يتعلق الأمر بتصرفات الولايات المتحدة وحلفائها. واستكشاف مفاهيم «الإخافة» و «الإرهاب»، يجادل بأن الولايات المتحدة تستخدم المصطلح فقط للإشارة إلى أفعال أعدائها، وليس إلى أفعالهم، بغض النظر عن مدى تشابهها. كمثال على هذه المعايير المزدوجة، يسلط الضوء على الغضب العام لمقتل ليون كلينجوفر، وهو أمريكي معاق قتل على يد مسلحين فلسطينيين في عام 1985، متناقضًا مع الجهل الأمريكي الكامل بقتل الجيش الإسرائيلي للفلسطيني المعاق كمال زغير في 2002. بالتركيز على الحرب الأفغانية - التي توصف على نطاق واسع بأنها «حرب عادلة» في الصحافة الأمريكية - ينتقد مثل هذا الوصف، بحجة أن الصراع عارضه غالبية سكان العالم، بما في ذلك الشعب الأفغاني.
في الفصل الأخير، «كابوس عابر»، يوجه تشومسكي انتباهه إلى أسلحة الدمار الشامل. وهو يجادل بأنه بدلاً من المساعدة في القضاء على الأسلحة النووية والكيميائية والبيولوجية، زادت الولايات المتحدة باستمرار عدد الرؤوس الحربية النووية، وبالتالي شجعت الدول الأخرى على فعل الشيء نفسه، مما يعرض العالم لخطر المحرقة النووية. وفي معرض مناقشة دور الولايات المتحدة في إنشاء أنظمة دفاع صاروخي باليستي وتشجيع عسكرة الفضاء الخارجي، أشار إلى أن حكومة الولايات المتحدة تعمل باستمرار على تقويض المعاهدات الدولية لتقليل عدد أسلحة الدمار الشامل، لأن النخبة الاجتماعية والاقتصادية الأمريكية تعتقد ذلك «الهيمنة أهم من البقاء». ومع ذلك، يجادل بأنه لا يزال هناك أمل للبشرية إذا استمر مواطنو العالم - «القوة العظمى الثانية» - في انتقاد ومعارضة تصرفات حكومة الولايات المتحدة.

## الحجج الرئيسية

### إستراتيجية الإمبراطورية الكبرى للولايات المتحدة
حجة تشومسكي الأساسية في كتابه «الهيمنة أو البقاء» هي أن حكومة الولايات المتحدة اتبعت «إستراتيجية إمبراطورية كبرى» من أجل الحفاظ على مكانتها باعتبارها القوة العظمى الأولى في العالم منذ نهاية الحرب العالمية الثانية على الأقل. باعتماد مصطلح «إستراتيجية الإمبراطورية الكبرى» من جون إيكينبيري المتخصص في الشؤون الدولية من جامعة برينستون، يقتبس إيكنبيري عن طبيعة هذه العقيدة والطريقة التي تعتبر بها «قاعدة القوة» أهم من «سيادة القانون»، متجاهلاً بذلك القانون الدولي. نقلاً عن رجل الدولة الليبرالي دين أتشسون، يؤكد تشومسكي أن الغرض من هذه الإستراتيجية هو منع أي تحد لـ«سلطة الولايات المتحدة وموضعها وهيبتها».
في إشارة إلى أن صنع القرار الاقتصادي في الولايات المتحدة مركزية للغاية بين النخبة الاجتماعية والاقتصادية المختارة التي تسيطر على الشركات الكبرى، يجادل بأن هذه النخبة تلعب دورًا مهيمنًا في هذه الاستراتيجية الإمبراطورية الكبرى لأنها تحافظ باستمرار على تأثير قوي على الحكومات الأمريكية المتعاقبة. ونتيجة لذلك، يجادل بأن السياسة الخارجية للولايات المتحدة قد ركزت على اكتساب والحفاظ على وصول غير مقيد إلى الأسواق، وإمدادات الطاقة، والموارد الإستراتيجية في جميع أنحاء العالم. يواصل تشومسكي تصنيف الأغراض المحددة للعقيدة على النحو التالي:
احتواء مراكز القوة العالمية الأخرى ضمن «الإطار الشامل للنظام» الذي تديره الولايات المتحدة؛ الحفاظ على السيطرة على إمدادات الطاقة في العالم؛ منع الأشكال غير المقبولة من القومية المستقلة؛ والتغلب على «أزمة الديمقراطية» داخل أراضي العدو الداخلي.
يجادل تشومسكي بأنه كجزء من هذه الإستراتيجية، شاركت الولايات المتحدة بانتظام في «حرب وقائية»، والتي سلط الضوء على أنها غير قانونية بموجب القانون الدولي ويمكن تصنيفها على أنها جريمة حرب. تشير الحرب الوقائية إلى الصراع الذي تم شنه لمنع أي دولة من الوصول إلى المرحلة التي يمكن أن تصبح فيها تهديدًا محتملاً، ووفقًا لتشومسكي، في ظل أنظمة رونالد ريغان وجورج إتش دبليو بوش وابنه جورج دبليو بوش، فقد شاركت بنشاط في الهجوم «تهديد متخيل أو مخترع» مثل غرينادا والعراق. وهو يميز هذه «الحرب الوقائية» عن «الحرب الاستباقية»، التي يقول إنها يمكن تبريرها بموجب القانون الدولي في حالات الدفاع عن النفس. بفحص أمثلة الحرب الوقائية التي شنتها الولايات المتحدة، لاحظ أن جميع الدول التي تعرضت للهجوم تشترك في نفس الخصائص الثلاث: 1) هم «أعزل فعليًا»، 2) هم «مهمون بما يكفي ليكونوا يستحق العناء» و 3) كانت هناك طريقة لتصويرهم على أنهم «الشر المطلق وتهديد وشيك لبقائنا.»

### إدارة بوش وغزو العراق
يجادل تشومسكي بأن إدارة المحافظين الجدد الجمهوريين للرئيس جورج دبليو بوش، المنتخب للرئاسة في عام 2001، اختلفت عن الإدارات السابقة في أحد الجوانب الرئيسية: كانت منفتحة بشأن الالتزام بالإستراتيجية الإمبراطورية الكبرى، معلنة صراحة أنها ستكون على استعداد لاستخدامها. القوة لضمان الهيمنة الأمريكية على العالم رغم الإدانة الدولية. يرى تشومسكي أن هذا يتناقض مع الإدارات السابقة، التي لم تخبر الجمهور صراحةً أبدًا أنها ملتزمة بمثل هذه العقيدة. بدلاً من ذلك، ناقشت الإدارات السابقة نواياها داخل دوائر النخبة التي كانت معروفة فقط للمتخصصين أو قراء الأدبيات المنشقة. وهكذا، حيث كانت النخبة الاجتماعية-الاقتصادية ونقادهم اليساريين فقط على علم بالاستراتيجية الإمبراطورية العظيمة ذات مرة، فمن المحتمل أن يكون الشعب الأمريكي بأكمله على دراية بها. ويعتبر هذا «فارقا كبيرا».
من وجهة نظر تشومسكي، يجب أن يُنظر إلى غزو العراق من قبل تحالف الولايات المتحدة والمملكة المتحدة في السياق الأوسع للاستراتيجية الإمبراطورية الكبرى للحكومة الأمريكية. وهو يدعي أن غزو العراق يلائم المعايير الثلاثة التي سلط الضوء عليها لتصنيفها كهدف أمريكي للحرب الوقائية. بالنظر إلى الدولة «شبه خالية من الدفاعات» ضد القوة المتفوقة للقوات المسلحة الغربية، فإنه يشير أيضًا إلى أن تأمين السيطرة على البلاد سيكون خطوة مهمة للنخبة الاجتماعية والاقتصادية الأمريكية، واكتساب وصول غير محدود إلى موارد البلاد النفطية المربحة ويؤكد قوتهم العسكرية لترهيب الدول الأخرى حتى تمتثل. كما جادل بأن الدعاية الحكومية والإعلامية شرعت أيضًا في إقامة علاقة خاطئة بين الرئيس العراقي صدام حسين والقاعدة، مستغلة رعب الشعب الأمريكي من هجمات الحادي عشر من سبتمبر. علاوة على ذلك، ذكر أنهم زعموا خطأً أن الحكومة العراقية كانت تطور أسلحة دمار شامل لاستخدامها ضد الولايات المتحدة أو حلفائها. يشير تشومسكي إلى أن غزو العراق عام 2003 له أهمية خاصة لأنه يشير إلى «المعيار الجديد» في العلاقات الدولية، وأن الولايات المتحدة قد تكون مستعدة في المستقبل لشن حرب وقائية ضد «إيران وسوريا ومنطقة الأنديز وعدد من الدول من الآخرين».